# 第77回天皇杯・第68回皇后杯 全日本総合バスケットボール選手権大会
第77回天皇杯・第68回皇后杯 全日本総合バスケットボール選手権大会（だい77かいてんのうはい・だい68かいこうごうはい ぜんにほんそうごう―せんしゅけんたいかい）は、2002年1月2日から14日まで開催された全日本総合バスケットボール選手権大会である。

## 出場チーム

### 男子
JBL
- ボッシュブルーウィンズ（スーパーリーグ1位）
- アイシン精機アイシンシーホース（スーパーリーグ3位）
- 三菱電機メルコドルフィンズ（スーパーリーグ5位）
- 東芝ブレイブサンダース（スーパーリーグ7位）
- 新潟アルビレックス（日本リーグ1位）
- さいたまブロンコス（日本リーグ3位）

- トヨタ自動車アルバルク（スーパーリーグ2位）
- いすゞ自動車ギガキャッツ（スーパーリーグ4位）
- 松下電器パナソニックスーパーカンガルーズ（スーパーリーグ6位）
- 日立サンロッカーズ（スーパーリーグ8位）
- オーエスジーフェニックス（日本リーグ2位）
- 豊田通商ファイティングイーグルス（日本リーグ4位）

学生
- 日本体育大学（1位）
- 専修大学（3位）
- 法政大学（5位）
- 日本大学（7位）

- 中央大学（2位）
- 筑波大学（4位）
- 拓殖大学（6位）
- 大阪商業大学（8位）

地方ブロック
- 宮田自動車（北海道）
- 佐田クラブ（関東）
- 浜松大学（東海）
- ファイサンズ岡山（中国）
- 福岡大学附属大濠高校（九州）

- 東北学院大学（東北）
- 富山グラウジーズ（北信越）
- 春日野クラブ（近畿）
- 四国電力（四国）

### 女子
WJBL
- ジャパンエナジーJOMOサンフラワーズ（Wリーグ1位）
- デンソーアイリス（Wリーグ3位）
- 日立ハイテクノロジーズ・スクァレルズ（Wリーグ5位）
- 日立戸塚レパード（Wリーグ7位）
- 富士通レッドウェーブ（WIリーグ1位）
- 甲府クィーンビーズ（WIリーグ3位）

- シャンソン化粧品シャンソンVマジック（Wリーグ2位）
- 日本航空JALラビッツ（Wリーグ4位）
- 三菱電機コアラーズ（Wリーグ6位）
- 三井生命ファルコンズ（Wリーグ8位）
- トヨタ自動車アンテロープ（WIリーグ2位）
- 広島銀行ブルーフレイムズ（WIリーグ4位）

学生
- 日本体育大学（1位）
- 東北学院大学（3位）
- 専修大学（5位）
- 武庫川女子大学（7位）

- 愛知学泉大学（2位）
- 大阪体育大学（4位）
- 鹿屋体育大学（6位）
- 拓殖大学（8位）

地方ブロック
- 浅井学園大学（北海道）
- 松蔭女子大学（関東）
- 岐阜女子高校（東海）
- エンジェル（中国）
- 鶴屋百貨店（九州）

- 東北電力ジャックサンダース（東北）
- 龍谷富山高校（北信越）
- 大阪薫英女子短期大学（近畿）
- JOIN（四国）

## 試合結果

### 男子
準決勝
- アイシン精機 70 - 59 東芝

- ボッシュ 69 - 61 いすゞ自動車

決勝
- アイシン精機 60 - 54 ボッシュ

### 女子
準決勝
- シャンソン化粧品 87 - 65 デンソー

- ジャパンエナジー 85 - 70 日本航空

決勝
- ジャパンエナジー 86 - 59 シャンソン化粧品

## 大会ベスト5

### 男子
- 後藤正規（アイシン№4・2年連続2度目）
- エリック・マッカーサー（アイシン№13・初受賞）
- トム・クラインシュミット（ボッシュ№6・初受賞）
- 篠原隆史（東芝№10・初受賞）
- 佐久本智（いすゞ自動車№14・初受賞）

### 女子
- 川上香穂里（ジャパンエナジー№9・初受賞）
- 濱口典子（ジャパンエナジー№15・7年連続7度目）
- 永田睦子（シャンソン化粧品№8・4年連続5度目）
- 矢代直美（日本航空№12・初受賞）
- 江口真由美（デンソー№4・初受賞）